# Club Disney
Club Disney es la versión para España del programa de televisión Disney Club, emitido en varios países de Europa y América. Fue emitido por TVE entre 1990 y 1998 por Telecinco entre 1998 y 2003 y Volvió a TVE entre 2003 y 2007.
El programa era un cruce entre dos programas de Disney: Desde 1990 hasta 1997 era una mezcla de Mickey Mouse Club y The Disney Afternoon mientras que desde 1997 hacia adelante era una mezcla del primero de ellos con ABC Kids. En 2002, el Club Disney pasó a llamarse Zona Disney, regresando a TVE en 2003 hasta su cancelación definitiva en agosto de 2007.

## Estructura y características
El programa era un  magacín formado por diversas series (animadas y, en algunas épocas, de acción real), cortos animados, reportajes (entre los que destacaban los realizados en parques Disney de Europa y EE. UU.), entrevistas, juegos, concursos y números musicales con la marca propia de Walt Disney. En algunas épocas, el Club Disney también presentó videoclips que parodiaban las canciones del momento (y en los cuales el cantante original era reemplazado por alguno de los presentadores), así como recursos informativos tales como una sección de informática o los mini documentales de animales. El Club Disney contaba con una versión al aire libre, rodada en algunas de las playas importantes de España, en verano. Otra característica del programa era, según comentaron los presentadores del Club Disney Jordi Cruz y David Carrillo en el programa "Tele de Barrio" de Formula TV, la ausencia de guiones, lo cual aportaba espontaneidad al programa.

## Historia

### 1.ª etapa (1990-1993)
Las primeras temporadas estaban presentadas por Luis Miguel Torrecillas, Juan José Pardo y Susana Espelleta, se grababan en los Estudios Galaxia situados en Paterna (Valencia) y se emitían en horario de tarde en TVE, si bien las horas y días de emisión variaron progresivamente. Así, desde octubre de 1990 hasta julio de 1991 el programa solía emitirse a partir de las 18:00 - 18:30 de la tarde los sábados (aunque algunas veces se emitía a partir de las 17:45). En julio de 1991, el Club Disney comenzó a emitirse habitualmente a partir de las 17:30 - 17:45 y, en 1993, pasó de emitirse los sábados a emitirse los viernes, aunque manteniendo la hora de emisión que llevaba desde julio de 1991. Al igual que sus contrapartes de Europa, el escenario original del Club representaba de forma animada una plaza central de un pueblo, diseñada para imitar el estilo curvoso de la animación.
En esta primera etapa, el Club Disney mostraba cuatro series y un corto de animación clásico de Disney. Inicialmente (entre 1990 y 1991), de esas cuatro series, dos eran de animación y las otras dos eran de acción real. Las primeras series emitidas por el magacín fueron, en el caso de las series de animación, Patoaventuras y Chip y Chop: Guardianes rescatadores, y en el caso de las series de imagen real, Un ángel joven y Compañeros. En 1992, el club comenzó a emitir tres series de animación y solo una de acción real, sustituyendo Compañeros y Un ángel joven por la animación Talespin: Los Aventureros del Aire y la serie de acción real Don perfecto. En 1993 la serie de acción real (que en este año se trataba, inicialmente, de El Secreto de Lost Creek y luego, en el último trimestre del año, de El regreso de un ángel joven) pasó al final de la programación. Con el tiempo se siguieron estrenando series nuevas, tales como El pato Darkwing (estrenada en el Club Disney el 7 de noviembre de 1992). En esta etapa, entre la primera, segunda y tercera serie se emitían dos reportajes sobre la base de lugares interesantes o sobre productos de la casa Disney.
Los concursos estaban basados en preguntas por los miembros del público, y los concursantes podían conseguir ciertos regalos. También había un concurso por correspondencia llamado "El personaje sorpresa" donde los televidentes debían adivinar la pregunta de la semana mediante tres pistas que los presentadores daban a lo largo del programa y enviar su respuesta al mismo por correo. Para participar en las pruebas y concursos, los interesados tenían que enviar por correo una tarjeta que venía de regalo con las revistas Disney de la época. El premio podía ser desde merchandising de Disney hasta un viaje a los parques Disney de Disney World, en Orlando, o Disneyland París.
El 3 de octubre de 1992, dos de los presentadores, Luis y Susana, son reemplazados por Mónica Aragón y Marc Azcona.

### 2.ª etapa: Cambios de horario y de escenarios (1994-1996)
El 22 de enero de 1994, el programa pasa a emitirse, por primera vez, los sábados por la mañana (desde las 9:30 - 10:30, dependiendo de la época, hasta las 12:15), se grababa en el antiguo cine Torrero de Zaragoza. Desde 1994 el decorado imitaba una casa. Sin embargo, aún quedaba parte del decorado original a modo de exteriores, dando a pensar que el programa se rodaba en el interior de una de las casas del original de 1990.
Con el tiempo, algunos juegos fueron cambiados y sustituidos por otros. En ese sentido, uno de los juegos más destacados aparecidos en el 94 fue la Prueba del chaparrón, en el que varios concursantes tenían que responder preguntas de Ciencias, matemáticas y cultura popular correctamente o serían mojados con pintura arrojada por los miembros del público. Durante el verano, hubo otra variante llamada El juego del chapuzón, que consistía en mojar a los concursante colgados desde una grúa al pie del mar. Otro de los concursos del programa fue "Canta con nosotros" para poder promocionar unas cintas Karaoke que estaban a la venta por aquel entonces, así como el "Concurso desde casa", en el que los niños participaban por teléfono. El programa también presentaba la sección "Quétecuentas" (en el 94) y, al menos en el 96, una sección donde los niños aprendían a cocinar.
Hay que destacar que desde 1990 hasta 1995, el intro del programa estaba basado en el contenedor infantil de Estados Unidos "Disney Afternoon", pero la sintonía fue cambiada al mismo tiempo que en otros países (aunque esta luego fue reutilizada para un programa matinal entre semana llamado "Buenos días Disney", emitido entre 1996 a 1997 de lunes a viernes).
Aunque en el 94 el programa aún mantenía series de la etapa anterior, tales como Chip y Chop y El pato Darkwing, emitió también La Tropa Goofy y El Guardaespaldas Secreto, además de los cortos clásicos de Disney y, en el 95, el Club Disney estrenó series tales como Aladdín, Las nuevas aventuras de La Sirenita y Emerald Cove.
Sin embargo, en julio del 96, el Club eliminaría de su parrilla las series de imagen real (que no recuperaría hasta el 2006 con Zona Disney), por lo que su programación se restringiría a series de animación. Así, ese verano, además de emitir Aladdin, La Sirenita y La Tropa Goofy, emitiría las series Diverti-Risas y Shnookums & Meat, en sustitución de Emerald Cove (que el programa había emitido hasta ese mes). Junto al cambio de programación, también hubo un cambio de presentadores pues, en este año, Juan José Pardo es reemplazado por Daniel Bermejo a partir del 4 de mayo y este último por Diana Wrana a partir del 24 de junio.

### 3.ª etapa: Nuevos cambios de escenarios y horarios (1997-1998)
En enero de 1997, el programa sufre un cambio radical para adaptarse a la moda de los 90 y poder competir con otros programas ya populares en la tv. 
En esta ocasión, Jordi Cruz, David Carrillo y Elena Ballesteros pasan a ser los presentadores. Ahora, el programa se grabaría en los estudios de TVE de Barcelona en San Cugat del Vallés y se emitiría en las dos cadenas de TVE, aunque tendría una emisión diaria en la 2, mientras que en la 1 solo se emitiría los sábados y domingos. El diseño del escenario imita una emisión Pirata por Tv. La instalación intentaba imitar un escenario amateur hecho por niños en un almacén abandonado en medio de la ciudad y en la que disponían de mesas con ordenadores y televisores, elemento habitual y visualmente destacado en esta nueva temporada. Además, el escenario carecía de público. La forma de emitir las series era semejante a una emisión pirata, sin tanto control a las anomalías e interferencias. Además, fue en esta época cuando se adoptó el apodo "pirata" para referirse a los espectadores, apodo que luego se convertiría en un clásico del programa.
En esta nueva temporada, el Club Disney estrenó series tales como Timón y Pumba, Quack Pack (estrenada en junio del 97), Doug y Los Cachorros del Libro de la Selva, además de emitir series de las etapas anteriores tales como Aladdin y El Pato Darkwing. Como en la etapa anterior, el programa contó con una versión al aire libre durante el verano. Fue en el periodo estival del 97, en el mes de junio, cuando Elena fue remplazada por Vanessa Martyn, por lo que a partir de ahora el programa es presentado por Jordi, David y Vanessa. Aunque no hubo modificaciones de presentadores desde ese momento hasta septiembre del 98 (cuando el programa pasa a Telecinco, momento en que se incorpora una presentadora más al programa), el escenario sí empezó a sufrir cambios radicales anuales tras los veranos o, a veces, ligeros cambios del interior.

### 4.ª etapa: La emisión en Telecinco (1998-2002)
En septiembre de 1998, el Club Disney pasa de TVE a Telecinco Ahora contaba con un escenario más grande, lleno de consolas, ordenadores y mesas, donde el público podía moverse libremente. Además, empezó a emitirse en directo los sábados y domingos y se introdujo una nueva sintonía al final del programa.
El programa contará ahora, desde su estreno en la cadena privada, con cuatro presentadores: Jordi Cruz, Vanessa Martyn, David Carrillo y Elena Jiménez, por lo que esta fue la primera vez en la Historia del programa que este era presentado por cuatro personas (ya que lo habitual eran tres). Sin embargo, al igual que en las etapas anteriores, el programa fue sufriendo cambios de presentadores: en el verano del 2000 David Carrillo es sustituido por Jimmy Castro. A partir de septiembre del 2000 hay una nueva sección presentada por Miguel Ángel Antelo, quien enseña a los televidentes los recursos de Internet y, en el 2001, con la marcha de Jordi del programa, Antelo pasa a sustituirlo como presentador. En septiembre del 2001, Antelo es reemplazado por Adán Llorca como presentador del programa, por lo que ahora los presentadores del programa serán Vanessa Martyn, Elena Jiménez, Jimmy Castro y Adán Yorca, que presentarán el programa hasta finales del 2002, cuando el Club Disney será sustituido por Zona Disney.  
En septiembre del 99, el Club Disney estrena el programa Art Attack, emitido por Disney Channel desde el 98 y presentado por Jordi Cruz, que es el programa que, a partir de ese momento, ponía fin a cada emisión del Club Disney. Si bien, Art Attack terminó separándose de dicho programa y emitiéndose justo después de que terminara El Club Disney. En septiembre del 2000 el Club Disney estrena el concurso Relatos de miedo y misterio, que incluye un jurado formado por tres famosos. En septiembre del 2001 estrena la sección Pringados en el espacio, y en el verano del 2002 (que consistió en los últimos meses de esta etapa) se introduce la sección "Animalopo", que hablaba sobre animales.
En esta etapa, el programa se caracterizó también por la emisión fija de determinadas series durante toda la etapa, es decir, entre el 98 y el 2002, siendo pocas las épocas en las que no se emitían. Esas series fueron: Timón y Pumba, La Banda del Patio y Pepper Ann, además de los cortos clásicos de Disney protagonizados por Mickey, Goofy, Donald y sus amigos. Junto a ellas, el Club emitió temporalmente otras series animadas, como fueron: 101 dálmatas (que el programa estrenó en septiembre de 1999), Mickey Mouse Works (estrenado en septiembre del 2000), Tarzan, Hércules, Marsupilami y, ya a finales del 2001, House of Mouse, Buzz Lightyear y Findemania. Además, en el verano del 2002, el Club Disney estrenó la serie Este perro es un crack. Por supuesto, el Club Disney mantuvo o recuperó algunas series de las etapas anteriores, caso de Quack Pack, Doug, El pato Darkwing (las tres continuaron su emisión en el programa desde su estreno en Telecinco, en septiembre del 98), Patoaventuras y La Tropa Goofy (serie, esta última, que recuperó en 2002).

### 5.ª etapa: Zona Disney (2002-2007)
En septiembre del 2002, el Club Disney se fusiona con un programa de Disney Channel llamado "Zona 7". La fusión hace que sea renombrado Zona Disney y sus nuevos presentadores serán Ana Ruiz, José Pozo y Natalia Pallás, solo quedando Jimmy Castro del reparto anterior. Además, el apodo "pirata" para referirse a los televidentes será sustituido por el de "especialista". Esta nueva etapa se inicia con secciones tales como "Gra. Raffitti" (en el cual una persona intentaba convencer, a cámara rápida, a la gente que se encontraba en la calle para que intentaran copiar un cuadro pictórico) y "Especialistas" (en el cual los presentadores del programa tenían que realizar difíciles retos como eran, por ejemplo, lanzarse al vacío o meterse en una jaula de leones). Al igual que a finales de la etapa anterior, Zona Disney tenía una sección educativa que hablaba sobre animales, pero en este caso la sección se denominaba "Bestiales" y consistía en el hecho de que diferentes especies de animales hablaban -a través de un supuesto doblaje- sobre la forma de vida de sus respectivas manadas y sobre los problemas a los que se enfrentan diariamente. Además, Zona Disney tuvo también, desde finales del 2002 (y hasta el 2004), la sección Magia Vip, presentada por el mago Jorge Blass, quien mostraba trucos de magia a famosos, tanto nacionales como internacionales, mientras que en el 2005, mostraba trucos de magia a la gente de la calle.
A finales del 2003, el programa regresa a TVE pero, a su vez, este cuenta con una versión entre semana emitida por Disney Chanel y esta fórmula se mantiene así hasta sus cancelación en el 2007, siendo sus últimos presentadores (desde el 2004) Sergio Bermúdez, Yanira Ruiz, Gonzalo Gutiérrez y Natalia Benito, mientras que Jimmy se mantiene en el programa hasta el 2005. El programa, con el tiempo, va estrenando nuevas secciones, como es el caso de HobbieExprex (en el cual los niños del programa descubren su hobbie y aprenden como realizarlo), Zooms (en el que los presentadores hablan sobre un tema, hecho o personaje concreto de forma desenfadada), Este es tu año (en el cual los presentadores informan sobre hechos que ocurrieron en alguno de los años en los que nacieron la mayoría de los televidentes, es decir, entre el 92 y el 2000), Minidocus (en el cual el programa mantiene su apuesta por los documentales de animales, informando sobre datos curiosos acerca de los mismos) y Kitchen attack (en el que los presentadores enseñan a cocinar a los niños con ingredientes sanos, variando la comida de programa en programa). En el último trimestre del 2006, Zona Disney recupera la emisión de series de imagen real, las cuales no emitía desde el 96. Así, el programa estrenó series animadas tales como Kim Possible (emitida desde el inicio de la nueva etapa), Lilo y Stitch, Brandy & Mr. Whiskers, American Dragon y Dave, el bárbaro, y series de acción real tales como Raven y la española Cambio de clase. Sin embargo, el programa fue cancelado el 5 de agosto de 2007, debido a que no pudo hacer frente a la reducción constante del presupuesto dirigido a los programas infantiles, siendo sustituido por el programa también infantil Comecaminos, que también emitía dibujos animados, juegos y secciones educativos.

## Diferencias con el formato original
El formato del Club Disney bebía principalmente de Mickey Mouse Club. Esto se ve reflejado en el símbolo del programa (que era la cara de Mickey Mouse rodeada por un círculo), la presencia de presentadores, las actuaciones musicales, las versiones a canciones populares (en este caso en forma paródica y emitidas durante la etapa del programa en Telecinco), el hecho de tener un público infantil en el plato y la emisión de algunas series de acción real en los primeros y últimos años de la emisión del programa. Sin embargo, las series emitidas por el Club Disney no procedían de Mickey Mouse Club, pues este solo emitía series y películas de acción real. Así, al igual que el intro de las primeras temporadas del Club Disney (1990-1995) procedía del programa The Disney Afternoon, casi todas las series animadas del Club Disney emitidas desde 1990 (cuando comenzó a emitirse el programa) hasta 1997 procedían del mismo programa infantil (Patoaventuras, Chip y Chop: Guardianes Rescatadores, TaleSpin, el Pato Darkwing, La Tropa Goofy, Aladdin, The Shnookums and Meat, Timón y Pumba y Quack Pack), mientras que desde 1997 (cuando The Disney Afternoon fue cancelado en EE. UU. y sustituido por ABC Kids) hasta septiembre del 2002 (cuando el Club Disney pasó a llamarse Zona Disney) las series procedían del programa ABC Kids (los cachorros del Libro de la Selva, Pepper Ann, La Banda del Patio, Doug, 101 Dálmatas, Hércules, La Leyenda de Tarzan, Mickey Mouse Works, Buzz Lightyear de comando estelar, House of Mouse, Findemania, Este perro es un crack, Kim Possible y Lilo y Stich, además de la serie de acción real Raven). La Sirenita, por su parte, procedía del bloque infantil de la cadena televisiva CBS. Solo una de las series del Club Disney, Esmerald Cove, procedía de Mickey Mouse Club. De hecho, Esmerald Cove (la cual era, evidentemente, de acción real y fue emitida por el Club Disney en 1995) era protagonizada por algunos de los propios presentadores de Mickey Mouse Club. 
Por otro lado, las series Mickey Mouse Club, además de ser de acción real, eran creadas exclusivamente para su emisión en el mismo programa. A esto hay que añadir que la versión estadounidense estaba presentada por un grupo de más de diez niños y adolescentes (que se hacían llamar los "mouseketeers") y varios adultos, a diferencia de la versión española, que solo estuvo presentada por tres personas y, a partir de 1999, por cuatro, los cuales eran adolescentes y adultos. Además, la versión estadounidense también incluía sketches (por lo menos en su versión noventera), elemento del que carecía la versión española, y las versiones de canciones populares cantadas por los presentadores del Mickey Mouse Club eran cantadas ante el público, mientras que en la versión española se hacían videoclips paródicos de las mismas.

## Publicaciones
Como ya señalamos, el Club Disney estaba vinculado, en la primera mitad de los 90, a una revista infantil concreta (aunque no perteneciera al programa), la cual tenía por título "Mickey Semanal" (más tarde renombrado simplemente como "Mickey").  Esta revista no solo permitía obtener la tarjeta de participación de los concursos por correspondencia celebrados en el programa en los 90, sino que también contenía otros temas de interés sobre el mismo. Así, la revista publicaba reportajes sobre el trabajo desarrollado en el club, mostrando la forma de grabación del mismo o los elementos que eran limpiados después de cada grabación, entre otras cosas. En 1996 Ediciones B lanza la revista Top Disney que, al igual que la anterior, solía tener ciertos contenidos del club. Durante la etapa de Telecino, en el 2001 (y para competir con otras publicaciones populares como eran ¡Dibus! y la mencionada Top Disney, ahora reconvertida en Megatop), se lanza una revista basada en el propio Club que incluía, entre otras cosas, algunos cómics basados en algunas de sus series (caso de Doug y de La Banda del Patio), entrevistas y respuestas a preguntas que los lectores habían enviado a la revista.

## Recepción
Zona Disney fue el segundo espacio infantil más seguido en el 2003 en España después de Art Attack, de forma que La Banda del Patio y House of Mouse fueron las dos series infantiles más vistas ese año.

## Premios
- TP de Oro al Mejor Programa Infantil en 1991, 1992, 1993, 1994, 1995, 1996, 1998, 2000 y 2001.
- Premios de la ATV al Mejor Programa Infantil en 1999.

## Legado
El 1 de octubre de 2018 se estrenó el programa Mickey Mouse Squad en Disney Channel, inspirado en el Club Disney original y formado por series y concursos.

## Presentadores
- Juan José Pardo (1990-1996).
- Luis Miguel Torrecillas (1990-1992)
- Susana Espelleta (1990-1992).
- Mónica Aragón (1992-1996)
- Marc Azcona (1992-1996).
- Daniel Bermejo (1996).
- Diana Wrana (1996).
- Jordi Cruz (1997-2000).
- Elena Ballesteros (1997).
- David Carrillo (1997-2000).
- Vanessa Martyn (1997-2002).
- Elena Jiménez (1998-2002).
- Jimmy Castro (2000-2005).
- José Manuel García (presentó la sección "Piratecnia" entre 2000-2001)
- Miguel Ángel Antelo (2000-2001).
- Adán Yorca (2001-2002).
- Ana Ruiz (2002-2004).
- José Pozo (2002-2004).
- Natalia Pallás (2002-2004)
- Jorge Blass (presentó la sección "Magia Vip" entre 2002-2004)
- Yanira Ruiz (2004-2007)
- Natalia Benito (2004-2007)
- Sergio Bermúdez (2004-2007)
- Gonzalo Gutiérrez (2004-2007)

## Programación
- Patoaventuras[7]
- Chip y Chop: Guardianes rescatadores[7]
- Un ángel joven ("Teen Angel" en su título en inglés)[7]
- Compañeros ("Sidekicks" en su título en inglés)[7]
- Talespin: Los Aventureros del Aire
- Don Perfecto
- El Secreto de Lost Creek ("The secret de Lost Creek" en su título en inglés)
- El regreso de un ángel joven ("Teen Angel Returns" en su título en inglés)
- El pato Darkwing
- La Tropa Goofy[11]
- El guardaespaldas secreto ("Secret Bodyguard " en su título en inglés)
- Aladdín[11][13]
- Las nuevas aventuras de La Sirenita[11][13]
- Emerald Cove[13]
- Diverti-Risas ("Raw Toonage" en su título en inglés)[11]
- Shnookums & Meat[11]
- Los Cachorros del Libro de la Selva
- Doug
- Timón y Pumba
- La Banda del Patio
- Pepper Ann
- Quack Pack
- 101 dálmatas: la serie
- Mickey Mouse Works
- Tarzan, la Serie animada
- Hércules
- Marsupilami
- House of Mouse
- Buzz Lightyear - Guardianes del espacio
- Findemania ("The Weekenders" en su título en inglés)
- Kim Possible
- Este perro es un crack
- Lilo y Stitch: La Serie
- Raven
- American Dragon: Jake Long
- Brandy & Mr. Whiskers
- Dave, el bárbaro
- Cambio de clase
- Cortos clásicos de Disney, protagonizados por Mickey, Goofy, Donald y sus amigos. Fueron habituales los cortos de Donald con las ardillas Chip y Chop, así como las aventuras del trío de Mickey, Goofy y Donald.